# Moonlight Express
Pour plus de détails, voir Fiche technique et Distribution.
Moonlight Express (星月童話, Xīng yuè tónghuà) est un film hongkongais réalisé par Daniel Lee Yan-kong, sorti en 1999.

## Synopsis
une japonaise possède la perte de son fiancée dans un accident mortel et elle fait la connaissance d'un flic de Hong Kong.

## Fiche technique
Sauf indication contraire, les informations mentionnées dans cette section peuvent être confirmées par la base de données cinématographiques IMDb,  présente dans la section « Liens externes ».
- Titre original : 星月童話, Xīng yuè tónghuà
- Titre français : Moonlight Express
- Réalisation : Daniel Lee Yan-kong
- Scénario : Yumiko Aoyagi et Susan Chan
- Direction artistique : Horace Ma
- Costumes : William Fung
- Photographie : Keung Kwok-man
- Montage : Chung Wai-chiu et Kwong Chi-leung
- Musique : Henry Lai
- Pays d'origine : Hong Kong
- Format : Couleurs - 35 mm - 1,85:1 - Dolby Digital
- Genre : drame, policier
- Durée : 101 minutes
- Date de sortie :
  - Hong Kong : 1er avril 1999

## Distribution
- Leslie Cheung : Tatsuya Misawa / Shek Karbo
- Takako Tokiwa : Hitomi Kawamura
- Yuka Hoshino : Tomoko
- Austin Wai : officier Ko
- Liu Kai-chi : officier Tung
- Jack Kao : Gene
- Michelle Yeoh : Michelle